# Lac de Lancone Sottano
Le lac de Lancone Sottano (lavu di Lancone suttanu en corse) est un lac de Haute-Corse  situé au nord-est du monte Cinto, à 2 155 m d'altitude, dans un cirque glaciaire dominé par le Capu a u Verdatu (2 583 m) . Il est le moins élevé et le moins étendu des lacs du Lancone (avec les lacs de Ghiarghe Rosse et d'Occhi Neri). Contrairement à ses deux voisins (aussi appelés respectivement lacs de Lancone supranu et de Lancone mezanu), ce petit lac ne possède pas de nom qui lui soit propre.

## Géographie
Le lac de Lancone suttanu a pour émissaire le ruisseau de Ruda un affluent du Golo.
Il a pour proches voisins deux autres lacs : le lac de Ghiarghe Rosse à 2 175 mètres d'altitude et celui d'Occhi Neri à 2 165 mètres d'altitude. Non loin de là se situe le bien plus étendu lac Maggiore à 2 275 mètres d'altitude, situé dans un autre petit cirque glaciaire séparé de celui du Lancone par une croupe rocheuse (2 344 m).